# Nieuw-Apostolische kerk (Heerlen)
De Nieuw-Apostolische kerk is een kerkgebouw aan de Oude Kerkstraat 25 te Heerlen, in de wijk Schandelen.
De bakstenen zaalkerk werd opgericht in 1925 en is ontworpen door J.O. Tiemstra. Kenmerkend zijn de paraboolvormige ramen en baksteenversieringen.
In november 2015 werd de kerk onttrokken aan de eredienst, en de Nieuw-Apostolische gemeente van Heerlen werd samengevoegd met die van Kerkrade.